# Доходы организации
Доходы организации (предприятия) - это увеличение экономических выгод в результате поступления активов и погашения обязательств, приводящее к увеличению капитала этой организации; от обычных видов деятельности - это выручка от продажи продукции, поступления, связанные с выполнением работ, оказанием услуг; увеличение экономических выгод в результате поступления активов (денежных средств, иного имущества) и (или) погашения обязательств, приводящие к увеличению капитала этого предприятия.

## Определение
Не признаются доходами поступления от других юридических и физических лиц:
- суммы налогов;
- по договору комиссии и иным аналогичным договорам в пользу комитента и т.п.:
- в порядке предварительной оплаты продукции, работ, услуг;
- задатка, залога;
- погашение займа.

Выручка от продажи рассчитывается исходя из цен, которые установлены в договоре с заказчиком.
Выручка принимается к бухгалтерскому учёту в сумме, исчисленной в денежном выражении, равной величине поступления денежных средств и (или) величине дебиторской задолженности.
Доходы предприятий являются основными источниками финансовых ресурсов.
Увеличение выручки от реализации продукции (товаров, работ, услуг) — базовое условие роста финансовых доходов коммерческих организаций. Объём выручки от реализации продукции в основном зависит от количества и качества и ассортимента произведенной продукции, а также от уровня цен и тарифов.
За счет поступившей выручки возмещаются денежные средства, израсходованные на приобретение сырья, материалов, топлива, энергии и т.д., часть выручки направляется в амортизационный фонд для накопления средств.
Помимо выручки от основной деятельности организации могут иметь доходы от реализации продукции, не имеющей отношения к их основной деятельности.
Внереализационные доходы полученные за нарушение условий хозяйственных договоров (штрафы, пени, неустойки; денежные средства, полученные безвозмездно; поступления в возмещение причиненных организации убытков и т. п.).
К чрезвычайным доходам относятся поступления, возникающие как последствия чрезвычайных обстоятельств хозяйственной деятельности (стихийного бедствия, пожара, аварии и т.п.): страховое возмещение, стоимость материальных ценностей, остающихся от списания непригодных к восстановлению и дальнейшему использованию активов и т.д.
Доходы – конечная цель действий любого субъекта рыночной экономики, а также источник удовлетворения общественных потребностей, основа расширенного воспроизводства и социальной защиты нетрудоспособных и малоимущих